# Verneusses
Verneusses és un municipi francès situat al departament de l'Eure i a la regió de Normandia. L'any 2007 tenia 224 habitants.

## Demografia

### Població
El 2007 la població de fet de Verneusses era de 224 persones. Hi havia 88 famílies de les quals 20 eren unipersonals (4 homes vivint sols i 16 dones vivint soles), 32 parelles sense fills, 24 parelles amb fills i 12 famílies monoparentals amb fills.
La població ha evolucionat segons el següent gràfic:
Habitants censats

### Habitatges
El 2007 hi havia 151 habitatges, 89 eren l'habitatge principal de la família, 51 eren segones residències i 11 estaven desocupats. Tots els 147 habitatges eren cases. Dels 89 habitatges principals, 59 estaven ocupats pels seus propietaris, 23 estaven llogats i ocupats pels llogaters i 7 estaven cedits a títol gratuït; 2 tenien una cambra, 4 en tenien dues, 13 en tenien tres, 21 en tenien quatre i 49 en tenien cinc o més. 71 habitatges disposaven pel capbaix d'una plaça de pàrquing. A 45 habitatges hi havia un automòbil i a 36 n'hi havia dos o més.

### Piràmide de població
La piràmide de població per edats i sexe el 2009 era:
| Homes | Edats   | Dones |
| ----- | ------- | ----- |
| 0     | 95 o +  | 0     |
| 0     | 90 a 94 | 0     |
| 0     | 85 a 89 | 4     |
| 0     | 80 a 84 | 8     |
| 8     | 75 a 79 | 4     |
| 12    | 70 a 74 | 8     |
| 4     | 65 a 69 | 8     |
| 8     | 60 a 64 | 4     |
| 8     | 55 a 59 | 8     |
| 8     | 50 a 54 | 12    |
| 12    | 45 a 49 | 4     |
| 12    | 40 a 44 | 8     |
| 4     | 35 a 39 | 12    |
| 8     | 30 a 34 | 4     |
| 4     | 25 a 29 | 4     |
| 8     | 20 a 24 | 8     |
| 12    | 15 a 19 | 8     |
| 8     | 10 a 14 | 8     |
| 12    | 5 a 9   | 4     |
| 0     | 0 a 4   | 4     |

## Economia
El 2007 la població en edat de treballar era de 125 persones, 94 eren actives i 31 eren inactives. De les 94 persones actives 77 estaven ocupades (47 homes i 30 dones) i 17 estaven aturades (10 homes i 7 dones). De les 31 persones inactives 13 estaven jubilades, 6 estaven estudiant i 12 estaven classificades com a «altres inactius».

### Ingressos
El 2009 a Verneusses hi havia 90 unitats fiscals que integraven 210 persones, la mediana anual d'ingressos fiscals per persona era de 14.963 €.

### Activitats econòmiques
Dels 6 establiments que hi havia el 2007, 2 eren d'empreses de construcció, 1 d'una empresa de comerç i reparació d'automòbils, 2 d'empreses d'informació i comunicació i 1 d'una empresa classificada com a «altres activitats de serveis».
Els 2 serveis als particulars que hi havia el 2009 eren fusteries.
L'any 2000 a Verneusses hi havia 22 explotacions agrícoles que ocupaven un total de 1.188 hectàrees.

## Poblacions més properes
El següent diagrama mostra les poblacions més properes.